# 江心坡
江心坡是指位于云南高黎贡山以西的恩梅開江及迈立開江之间的地带，面积约为27000平方公里。北起西藏最南的察隅县，西至迈立開江，东至恩梅開江，南到两江汇流处，是景颇族、侬日旺（景颇化的独龙族）的世居地。
江心坡原分三部，北高南低，上部名江头地，又叫卡枯戛，中部名中石旦，又叫格昂卡，下部名下石旦，又叫卢南卡。上部寒冷，而中、下部炎热。炎热地区传染病易滋生，因而疾病较多。密支那以北的大部分缅北地区，為麥克馬洪線东段。曾是中华民国大陆时期的国民政府与缅甸最大的一块争议地区，中缅北段未定界的主体。
江心坡地区的孟养、里麻等主要土司境内實際居住者皆為傈僳族、景頗族、漢族和其它上缅甸民族，与中下緬甸的緬族、撣族、欽族等不同。明清時期雲南騰越州所屬的大塘、止那等土司控制区域亦包括此地。自明代起，中緬雙方就經常因邊境領土問題發生戰事。清朝順治初年吴三桂攻缅甸之战後，亦有乾隆年間的清缅战争，使其成為中國朝廷的藩屬。清末包括《皇朝一统图》在内的多幅地图并未将“野人山”标注在中国境内。直到袁世凯洪憲时期，边界才跨过高黎贡山，国民政府成立后，1935年的《中华最新形势一览图》用未定国界把整个江心坡划为中国领土。1960年代中华人民共和国与缅甸联邦正式勘定边界，该地区归属缅甸克钦邦。

## 历史

### 明朝
明朝初期在云南边疆开设三宣六慰，也说设立十个宣慰使司，其中有缅甸军民宣慰使司，治所设于大金沙江（现今被改称曰伊洛瓦底江）与阿瓦河交会处之阿瓦（缅人入侵占领后易名叫“曼德勒”），包括今天之“曼德勒”在内的“曼德勒”以北之土地。南掸邦皆旧属土司孟艮、整欠、猛勇、整卖、景线、六本、景海、猛龙、补哈、猛撤诸地；北掸邦皆旧属土司木邦、大山、猛育诸撣邦地；孟密，即旧属土司孟密地；八莫，则蛮募旧地；而密支那者，实旧属土司孟飬、孟祺、忧鸠、允冐诸地。土司制度是中国各朝代對边远少数民族的一种地方行政制度，绝大多数原册封的土司领土，后来視为中国的领土。
明代，1531年（明嘉靖十年）缅甸东吁王朝建立，逐步统一下缅甸，并不断进攻明朝所属的土司行政區域。人民出版社《世界通史》载：“缅甸（东吁王朝）统一的最后完成，是在勃印曩统治时期（1551年－1581年）。勃印曩先于1555年占领阿瓦，1556至1557年间又征服了北部掸族诸小国，东部国境到达泰国境内。经过三次战役，先后占领孟养、孟拱、蛮莫、孟密、伽沙、猛别等地……”。木邦等地也在明缅战争中为缅甸所占。明朝中叶，云南巡抚陈用宾在云南边境设立了铜壁关、万仞关、神护关、巨石关、铁壁关、虎踞关、天马关、汉龙关等八关。八关是“以控制关外诸土司，防缅内侵，非所以为滇缅之界也”明朝随着自身势力的衰微，对关外土司的控制实际上越来越松驰，且在明缅战争中被缅甸占去了一部分领土。

### 清朝
清朝与缅甸发生过两次大规模战争：第一次是为了消灭逃入缅甸的南明残余力量。结果就是缅甸将南明永历帝交给清军，李定国病死，南明在缅境内的最后残余力量瓦解。清军达到目的即返回云南，随后清廷与西南清军主将吴三桂的注意力都集中到内部权力斗争上，由于此次战争目的本身不在缅甸，所以对于边境没有多大影响。第二次是在乾隆年间，清军在清缅战争（1762-1769年）中数次入侵缅甸，后缅甸向清廷臣服，成为中国的藩属国。清政府一度恢复了对孟拱、木邦、孟艮、整迈等土司的统治。1790年（乾隆55年）乾隆80大寿，缅王入贺，并请封号。乾隆封他为“阿瓦缅甸国王”（所谓阿瓦，即曼德勒，为当时缅甸首都），并赐印信，同时赐予木邦、孟干（即孟艮）、蛮莫宣抚司印信。乾隆这一做法，等同將木邦、孟艮、蛮莫三地又贈予缅甸。

### 晚清（英属缅甸时期）

1890年《天下总舆图》之「雲南輿圖」，云南西部边界止于“怒夷界”

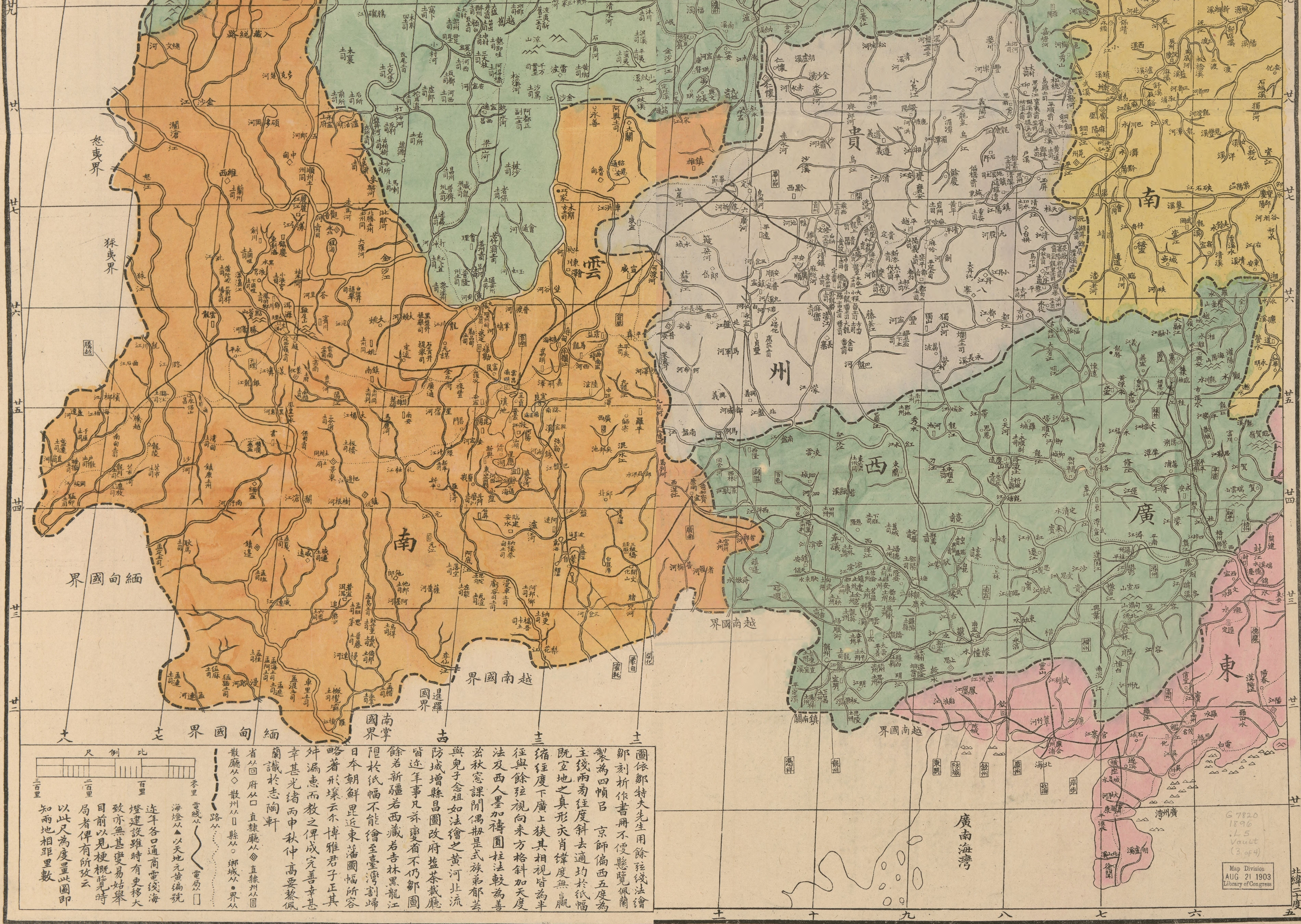
1896年《皇朝直省與地全圖》的云南部分，江心坡在“怒夷界”外

1885年8月英政府借口“柚木案”向缅甸政府递交了最后通牒，随后诉诸武力，吞并了上缅甸。英缅第三次战争后，缅甸本部全境沦为英殖民地，正式的吞并条约是在中英之间签定的，1886年7月，中英签订《中英缅甸条款》，清政府被迫承认英国占领缅甸。中英两国从此有了滇缅边界的领土纠纷。
光绪十七年（1891年），英国借口一个英国人被野人山（在迈立开江以西）的傈僳族人烧死，派兵进占傈僳族居住的野人山、江心坡的麻阳、垒弄等寨。光绪十八年（1892年），英国派兵占领了江心坡以南的景颇族、傈僳族居住的昔董、马董等地。
在英国刚刚吞并缅甸之初，统治还极不稳定，因此极力避免和中国发生冲突。中国驻英公使曾纪泽就曾提出滇缅边界问题。英国外交大臣克雷向曾纪泽表示，愿意在界务上做一定让步：第一“将潞江（即怒江、萨尔温江）以东之地，自云南南界之外起，南抵暹罗北界，西滨潞江，即洋图所谓萨尔温江，东抵澜沧江下游，其中北有南掌国，南有掸人各种，或留为属国，或收为属地，悉听中国之便”；第二，以大金沙江即伊洛瓦底江为两国“公共之江”；第三，在八莫近处勘明一地，允许中国立埠，“设关收税”。由于中英双方在缅甸存祀问题上一直僵持，对英方这一表示，曾纪泽于卸任前只与英国外交部互书节略存卷。1886年，总理各国事务衙门庆亲王奕劻和英国驻华公使欧格纳签署的《中英缅甸条款》，其中并无一字涉及两国边界，仅仅规定“中缅边界由两国派员会同勘定”。接任曾纪泽出任驻英公使的刘瑞芬，任职三年，竟没有就这个问题和英国当局谈判交涉一次。
下一任中国驻英公使薛福成。1892年2月，英国外交部向中国总理事务衙门提出照会，要求开始中缅边境谈判。同年7月，薛福成受命正式与英人展开会谈。谈判伊始，英方向薛福成提交一张地图，要求以此为基础进行划界，英方要求将整个野人山划入缅甸，在南面将南坎（即猛卯）、孟连（今孟连傣族拉祜族佤族自治县）、江洪（又名车里，即今西双版纳）等地从中国境内划走。薛福成对此方案坚决反对。在谈判中薛福成数次更易方案：最初坚决要求英方贯彻对曾纪泽的承诺，后来发现这不可能实现，于是退而力争野人山。薛福成对野人山的定义是：东界腾越、维西两厅边外之大雪山（Sa-pai-p'ing-hsueh Shan；即西高黎贡山），西界更的宛河（即清德温江，今亲敦江）西坡之孟力坡，南界八莫、孟拱，北界西藏米纳隆南之曼诸，即这一区域包括了整个缅北地区。当时这一区域大部分既不属于中国，又不属于缅甸。薛福成1892年农历十一月初七日的日记中写道：“（边界）北路在野人山之北，有瓯脱之地千八百余里，相传为明时茶山、里麻两土司故地，今亦野人居之，既不属华，亦未属缅。由此入华有三道，一通西藏，一通打箭炉，一通永北厅（治今云南永胜）。若沦入于英，则三省边防疲于奔命，实为隐患”。薛福成认为明朝“茶山、里麻两土司故地”（现在所说的江心坡）是中缅两不管的地区。面对这里重要的战略位置，薛福成写道“按（国际）公法云‘遇不属邦国管辖者，无论何国皆得据为己有。’此当以兵力预占，可先入为主也。”薛福成认为，既然是两不管的瓯脱之地，那么公平合理的方案，就是一人一半，我方至少可声张1/4，也就是伊洛瓦底江以东部分。然而，这一提议，依旧被英国人拒绝，双方争执良久，最终决定将这一地区暂时搁置，不进行商讨。薛福成在中英谈判中，曾经力争以伊洛瓦底江为界，但并未涉及伊洛瓦底江上游的恩梅开江和迈立开江。而在最后关于尖高山以北地区的谈判中，清朝政府向英国方面提出的最远主张，是以恩梅开江为界。也就是说，在实质性的谈判中，清政府根本没有打过江心坡的主意。
1893年3月22日，薛福成提出了中国的最终方案：1、中国不再要求伊洛瓦底江以东的全部土地，改为在中国原有边界基础时扩展20英里，直至北纬25°40′（即尖高山。尖高山纬度为25°30分）；2、北纬25°40′以北的边界，暂且搁置；3、除上述所定地区之外，其他地区全部归英国，但孟连、江洪（车里，即西双版纳）必须归还中国，除此之外，在孟卯城和麻栗坝（又名科干，即今缅甸果敢）之间做一直线，直线以北以东，全部归中国。其后双方多次激烈交锋，英国人不同意中国扩界20英里，只同意扩展5英里，并要求中国不得将孟连、江洪让于第三国。最终双方签订了《续议滇缅界务商务条约》，只划分了中缅两国的中段、南段边界，至于中缅北段克欽山區（即尖高山以北的地区），条约规定俟将来查明该处情形稍详，两国再划定界线。薛福成在划界谈判中，保住了孟连、车里（西双版纳）两地主权，收回了被英军占领的昔马、汉董等要地，而且孟卯和麻栗坝（科干）之间划一直线，又将800平方英里的土地收入版图，同时，西部边界也有所扩展。这在晚清历史上是少有的成功案例，可与曾纪泽索回伊犁相提并论。但是，此条约第三条所述，滇缅南部边境线述的三个标示经纬点，事实上全部在中国境内，最终造成了极大的争议，并导致了这段边界成为未定界，即1941年划界问题。
谈判期间，英人擅自通过天马关（为明代为抵御缅甸的侵袭而修建的滇西八关之一，清末时中国对边疆的实际控制已经仅限于八关之内）修筑了一条自南坎至八莫的道路，薛福成提出抗议，要求收回路权，为英国所拒绝。经过谈判，最终在条约上规定英国所修之路归还中国，中国指定境内一条较短的、便捷的道路供英国人使用。
三年后，即1897年，清政府在英国壓力之下做出重大让步，签定《续议滇缅界务商务条约附款》。其背景是1895年《马关条约》签定引来了西方列强的觊觎，法国强迫清政府把车里（即西双版纳）所属的孟乌、乌得两地割让给法属印度支那，即今老挝最北部的丰沙里。这与1894年签署的中英《续议滇缅界务商务条约》不允许将孟连、车里割让给第三国的规定相冲突，此时薛福成已经去世，新任驻英公使谈判不力，昔马地区被划归英属缅甸，北丹尼（木邦之一部分，即薛福成通过孟卯和马栗坝（即果敢）之间的直线划归中国的那块地区）以及科干（即麻栗坝，今缅甸果敢）划归缅甸。同时，又借口南坎至八莫的道路通过孟卯三角区，将这块地区“永租”给缅甸。
1897年12月，中英双方按照约定，开始会同勘定中缅边界。其中尖高山以北暂时搁置，未曾勘定，之后此段边界被习惯称之为“北段未定界”。太平江和南奔河汇合处（即沧源县、耿马县与缅甸交界处）至南帕河和南定江汇合处（即孟连县西南端）这一段边界发生了很大争议，因为条约中关于这段边界的描述自相矛盾，条约中以“萨尔温江（怒江）和湄江（澜沧江）的分水岭为界”，但所述经纬点却全部在此分水岭之外中国境内、政区分界线和自然分界线不符合。因此，这段边界在争执许久之后，依旧未能勘定，后来被称作“南段未定界”。直至1941年划界。
1898年，在中英双方就尖高山以南的边界进行勘定之时，英国突然提出有中国官员带兵进入恩买卡河流域，并就此向中方提出抗议，且要求中国不得进入恩买卡河与萨尔温江分水岭以西的地区。清外交代办不知道“恩买卡河”就是“恩梅开江”的不同音译，也不知道“恩买卡河和萨尔温江（即怒江）之间的分水岭”就是高黎贡山，反而认为恩买卡河“查无其名”，因此对英国人的照会没有进行驳斥，只是含糊其辞的答复“已据来文咨行云贵总督”。至此，英国人遂以此为借口，声称中国政府已经默认两国以高黎贡山为界。
1900年，英国军队突袭中国所属的茨竹、派赖等村寨，中国军民伤亡百余人，此事件爆发后，在两国的交涉中，云贵总督魏光焘错误的提出：“茨竹、派赖土把总所管辖之地，向以小江为界”，而事实上，小江并未与缅甸交接，整个小江两岸都是中国领土，此时中国领土的实际国界线其实是恩梅开江。即使是恩梅开江，也未与缅甸交界，缅甸北部最远只到密支那。恩梅开江以西，是瓯脱之地，既不属于缅甸，也不属于中国，为薛福成在谈判中为中国所力争之地。自此之后，中英双方多次照会往来，中国主张以小江为界，英国主张以高黎贡山为界，相持不下。1905年，中国派石鸿韶与英国人烈敦会同勘界，但石韶鸿处处迁就英国人的要求，因此他所堪定的这条边界，清政府拒绝承认。
1910年英国照会中国，将片马（当时指整个小江流域）各村寨称之为“缅属”，将片马人民称之为“缅民”，要求中国撤出该地。并于当年12月，出兵侵占片马地区，驱逐中国居民，是为片马事件。当时正处于辛亥革命，清政府无暇顾及此事，饬令云南官员，要“审时度势”，不可“轻启兵端”。此后中英两国就此问题交涉多次，但英国立场强硬，要求必须以高黎贡山为两国界线，不过，英国人同时也承认片马、古浪、岗房三地确属中国，表示可以以“银钱相抵”。

### 中华民国时期

1917年上海商務印書館《中國新輿圖》雲南省部分，“野人山”分屬“上缅甸”和云南“腾越道”

1916年（洪憲元年）袁世凯称帝后，为讨伐在云南宣布护国举事的蔡锷，北京政府制作的军用地图（称作《洪宪版地图》）中，滇缅国界越过了恩梅开江，位于恩梅开江和迈立开江之间。即袁世凯政府把江心坡的一半在地图上划入了中国。
1925年上海世界舆地学社出版发行的《中华新形势一览图》，其中的五百六十万分之一“云南省图”在片马地区，以中国所主张的小江为界；在小江以北，则以恩梅开江为界。
1926至1927年期间，英国侵占江心坡（这里指恩梅开江与迈力开江之间的地区），在中国国内激起极大反响，人民群情激奋，纷纷要求国民政府出面干涉。1929年中国政府云南交涉署曾向英国驻滇总领事提出过抗议照会，称“查江心坡一带仍属我国领土，查此滇缅界务尚未勘定，片马交涉尚未解决之际，缅甸政府复派兵经营江心坡一带，并掳去山官11人，殊失中英亲善之旨。准函前由，相应照会总领事查照，转电缅甸政府，迅将派往江心坡以北各地之私桩一律撤去，静候将来中英两国派出之大员会勘，至纫睦谊”。
为了了解江心坡地区情况，1931年，国民政府内政部、外交部派中缅界务调查员尹明德前往江心坡地区调查。尹明德在对野人山地区进行实地考察后，向国府提交了《滇缅界务北段调查报告及善后意见》，报告了自清末以来至民国初年英军在滇缅边界侵占中国领土的经过，并向国民政府提出了划定中缅边界的“建议线”，主张国民政府应“明白宣布以阿萨密、户拱间之巴开山、龙岗多山为界”。这样就将尖高山以北包括户拱、江心坡、坎底、恩梅开江上游各源地区及中、下游以东地区等全部明确为中国版图。这条线后来被称作“尹明德线”，又称“巴特开山线”。
1935年上海世界舆地学社出版发行《中华最新形势一览图》，其中的五百万分之一“云南省图”进一步超出了恩梅开江，以迈立开江为滇缅国界界，将整个江心坡地区划入中国。

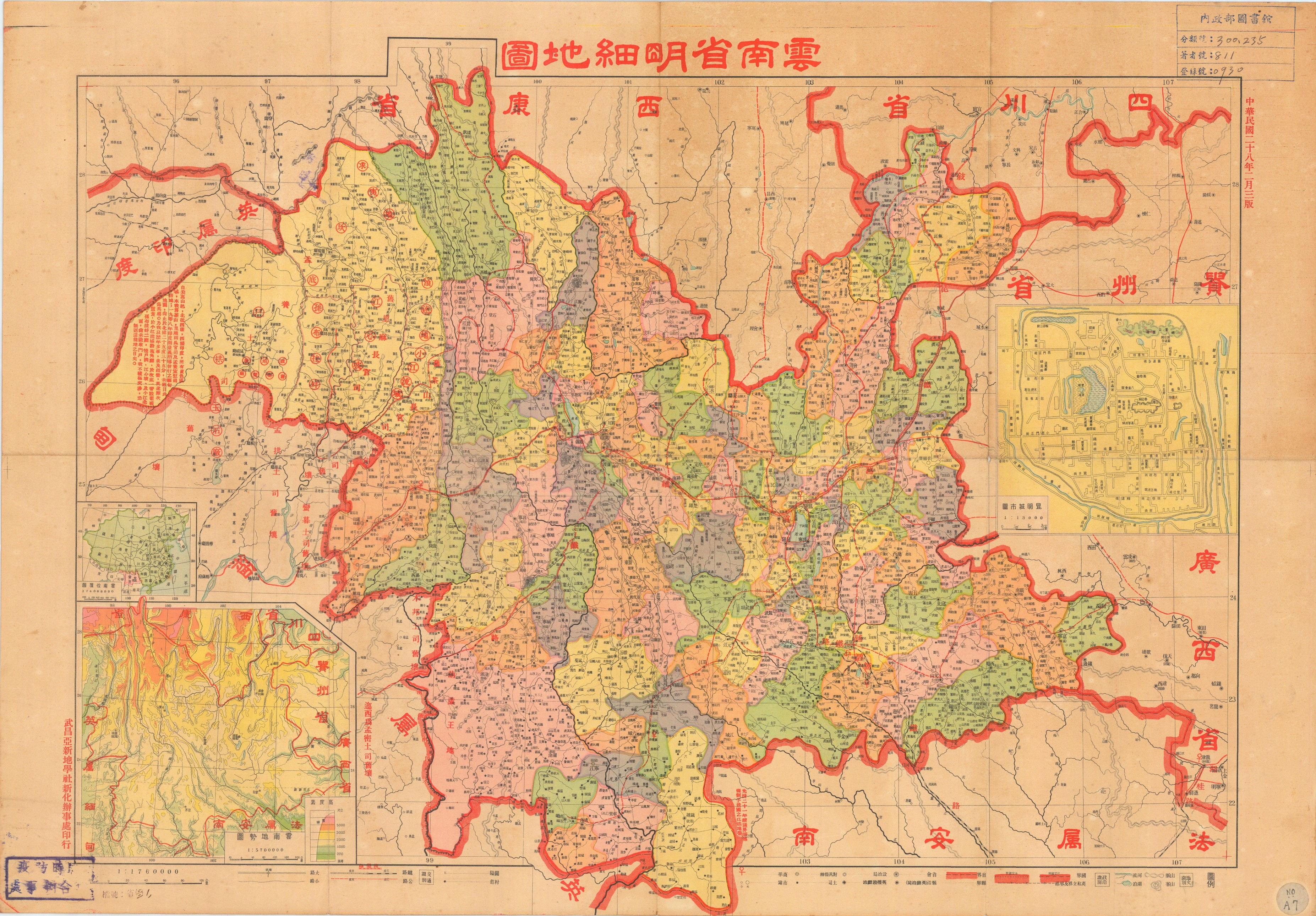
1939年亞新地學社《雲南省明細地圖》，圖中江心坡屬雲南省

1939年出版的申报《中国分省新图》第四版，以“野人山”为界。该图中所标示的野人山，其实是枯门岭（即今克钦山脉）。
1940年，中国抗日战争进入了最艰苦的时期。1941年6月18日，中英政府在中緬未定界南段划定边界线。据人民网文章“根据换文，中方历年争持之班洪区域猛角及猛董醅之猛卡、拱弄、拱勇、蛮回各乡以及永广、猛梭、西盟等区划归中方，共计面积近2000平方公里。”对比1947年的中国地图和《皇朝一统图》，可见中国领土大大增加。

### 中华人民共和国时期
中华人民共和国成立之初，对中缅边境争议无暇顾及，但继承了中华民国后期对中缅边界，认为该地区应属于中国。
1952年，解放军为追击败退到缅甸的国军而越过缅甸所认为的“边界线”，并在当地驻扎下来，导致两国关系紧张。中华人民共和国遂对边界争议持强硬态度，认为缅甸所坚持的“边界线”是英帝国主义侵略政策造成的恶果，中国应收回猛卯三角地区和包括片马、岗房、古浪的北部失地。而缅甸方面认为，其继承英国统治时期的边界状况，可以将北部片马、岗房、古浪在内的50平方英里（约合130平方公里）土地交还中国，但拒绝归还勐卯三角地。
1955年，发生黄果园事件。使得边界问题的解决提上了议事日程。
1960年签订的《中华人民共和国和缅甸联邦边界条约》，中华人民共和国政府从緬甸聯邦手中收回1913年被英国侵占的片马地区、以及1941年被国民政府割让给英国的班洪、班老等领土，放棄了对江心坡和南坎的领土主张。
尖高山以北划界，包括：
- 中、缅、印度实控区三方交界的底福山口，至高黎贡山的伊索拉希山口这一部分。即麦克马洪线的东段。历届中国政府一贯不承认麦克马洪线。1957年，周恩来在向第一届全国人大四次会议做《中缅边界问题的报告》，其中关于麦线问题，周恩来说：“从伊索拉希山口以北到底富山口的部分，可以按照习惯边界线划界”。
- 伊索拉希山口至尖高山段。即“北段未定界”。周恩来表示，“原则上可以按怒江、瑞丽江（又名龙川江）、太平江为一方和恩梅开江为另一方的分水岭划定边界”，但是，片马、岗房、古浪地区必须归还中国。怒江和恩梅开江的分水岭，即高黎贡山。中国基本上是全面接受了双方实控线。作者宋凤英2005年在中共刊物《党史纵览》撰写的“周恩来与中缅边界谈判”一文中，披露了当时國內不少人對周恩來签订的中缅边界条約持異議。例如对条约草約中的中缅未定界边界北段，中央只提出归还片马、岗房、古浪三个寨子，引起不少政协委员的异议，周解释目的是求缓和，避免引起紧张局面。此外，文中披露当时云南各界有一些民族认为中央解决中缅边界问题的方针“吃亏太大”，造成他们情绪不稳。周不得又在3月28日来到云南开座谈会进行说服的工作。

孟卯三角地划界，根据中英《续议滇缅界务商务条约附款》中明文规定永租给英国使用。即中国享有主权，而英国享有治权。对这一地区的处理，周恩来称：“由缅甸继续对中国的一块领土保持“永租”的关系，是同中缅两国目前的平等友好关系不相称的。”因此要设法废除“永租”关系。1956年，周恩来访问缅甸，在和缅甸当局的会谈中，周恩来提出：“中国考虑到缅甸在孟卯三角地修筑的公路是连接缅甸掸邦和克钦邦的交通命脉，中国愿意吧这一地区交给缅甸。”作为交换，缅甸应把1941年线以西的班老地区划归中国。但缅甸当时没有答应。1958年，缅甸总理吴努辞职，缅军总参谋长吴奈温组成看守内阁，此后两年，缅甸政局动荡，谈判暂时中止。1960年，吴奈温来华谈判边界问题，最终同意以班老地区换孟卯三角地。奇怪的是，孟卯三角地虽然是永租于英缅，但主权在我，但中華民国各版本地图全部不将它画入版图内。
1941年线划界问题，在3月16日在全国政协二届三次全体会议上，关于中缅边界问题的专题报告，周表示中共承认中缅边界问题中“1941年线”的理由是：“如果否定‘1941年线’，就要修改条约或者废弃这个条约，这就使人家感觉过去历史上所有划界的条约都是可以改变的，绝不是一个条约为止。”“在边界问题上，根据正式条约而提出来的要求，应该按照一般国际惯例予以尊重，但是这并不排除两个友好国家的政府通过和平商谈求得对双方都是公平合理的解决”（1955年全国人大上，周恩来所做《关于中缅边界问题的报告》）。最终，用“永租”出去的孟卯三角地换得1941年划界被割让给英缅的班洪三部落之二的班老、永邦重新被划入了中华人民共和国。
部分人士认为，根据1960年签订的《中華人民共和國和緬甸聯邦政府邊界條約》，中华人民共和国政府从緬甸邦聯的克欽邦政府手中收回1913年被英国侵占的片马地区以及在撣邦範圍，1941年被国民政府割让给英国的班洪、班老等领土（收回的领土范围占国民政府宣称而未实际占有的南疆领土的三分之二强），放棄了自清末和国民政府時期都没有被实质控制的江心坡和南坎的领土宣称，扩大了实际边界控制线。

## 相關書目
- 尤中，1987，中國西南邊疆變遷史。昆明：雲南教育出版社。